# مقتنيات

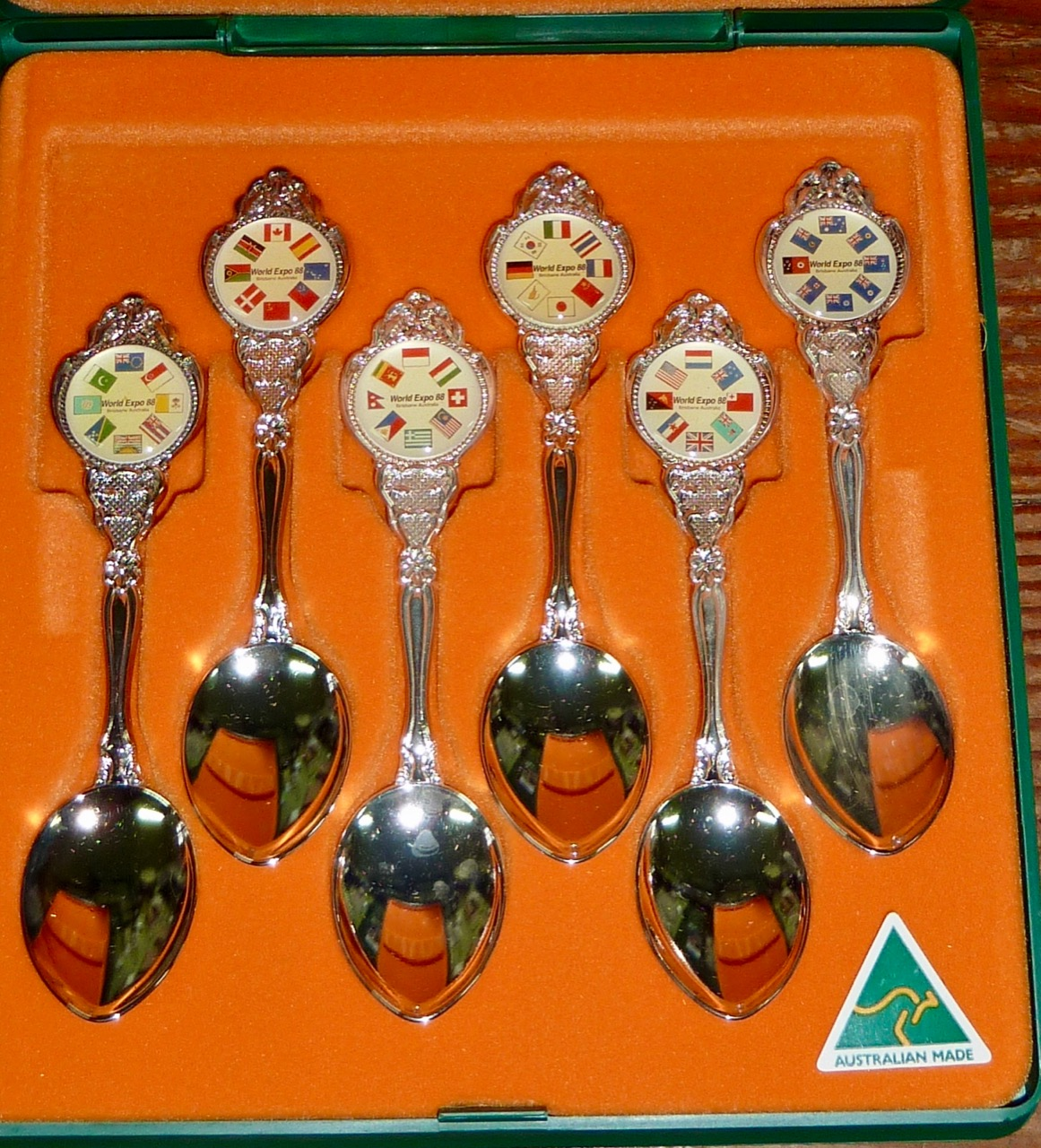
مجموعة من ملاعق الشاي القابلة للتحصيل من معرض وورلد إكسبو 88

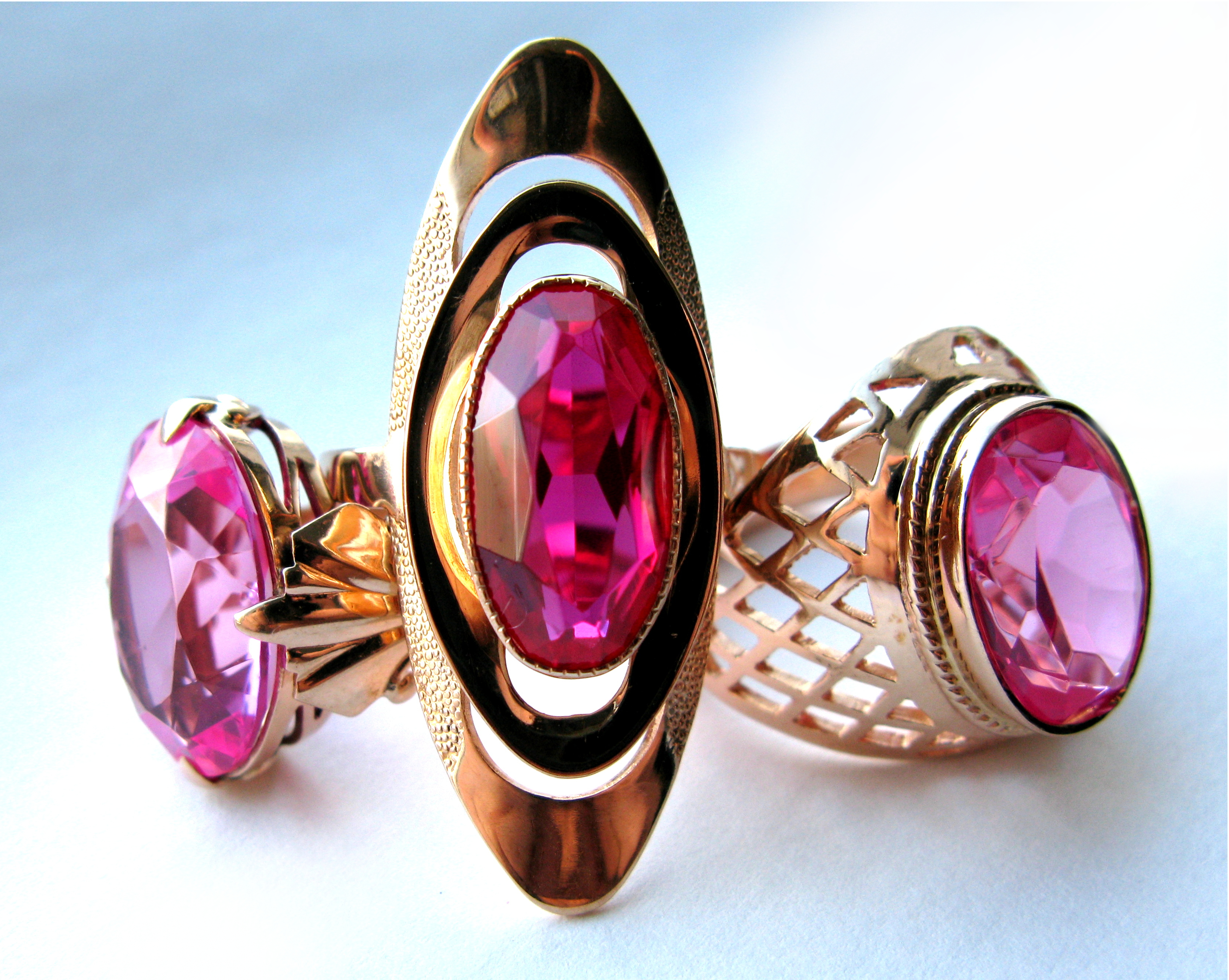
خواتم ذهبية سوفيتية قابلة للتحصيل مرصعة بالياقوت

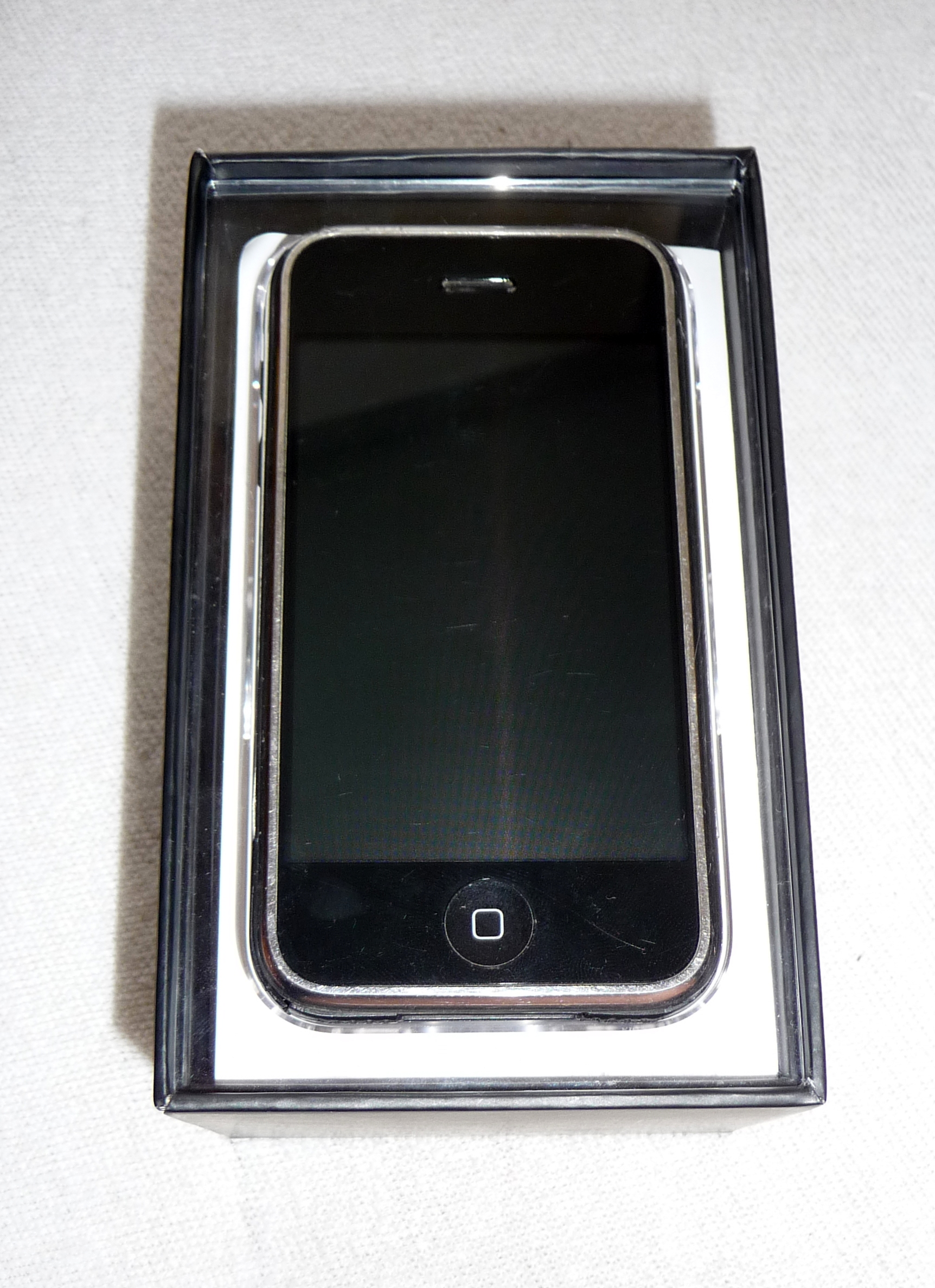
هاتف الآيفون الأصلي في علبته. تُعتبر القطع "الكلاسيكية" غير المفتوحة والتي تنتمي إلى علامات تجارية شهيرة قطعًا ثمينة لهواة الجمع.

الأشياء القابلة للتحصيل (أو الأشياء التي يستمتع بها هواة الجمع) هي أي شيء يُعتبر ذا قيمة أو اهتمام لهواة الجمع. ولا تُعدّ الأشياء القابلة للتحصيل بالضرورة ذات قيمة مالية أو نادرة. إذ يوجد أنواع عديدة من الأشياء القابلة للتحصيل ومصطلحات للدلالة على هذه الأنواع. فالتحف هي الأشياء القديمة القابلة للتحصيل. أما التحف النادرة فهي الأشياء التي تُعتبر فريدة أو نادرة أو غريبة مثل القطع الزخرفية. أما الأشياء المصنعة فهي الأشياء المصنوعة خصيصًا ليجمعها الناس.

## تجارة المقتنيات

### أنشؤوها ليجمعوها
المقتنيات المصنّعة (والتي تُعرف عادةً بالمقتنيات المعاصرة) هي أغراضٌ مصنوعةٌ خصيصًا ليجمعها الناس. من أمثلة المقتنيات التي تُباع عادةً: الأطباق والتماثيل الصغيرة والأجراس والرسومات والأكواب الزجاجية والدمى والأعمال الفنية. بعض الشركات التي تُنتج المقتنيات المصنّعة أعضاءٌ في نقابة الهدايا والمقتنيات.
تندرج الإصدارات الخاصة والمحدودة والمتغيرات بناءً على هذه المصطلحات ضمن فئة المقتنيات المصنّعة وتُستخدم كحافز تسويقي لأنواع مختلفة من المنتجات. كانت تُطبّق في الأصل على المنتجات المتعلقة بالفنون -مثل الكتب والمطبوعات أو الموسيقى المسجلة والأفلام- ولكنها تُستخدم الآن للسيارات والنبيذ الفاخر والعديد من المقتنيات الأخرى. فعادةً ما يتضمن الإصدار الخاص مواد إضافية من نوع ما. ويقتصر الإصدار المحدود على عدد النسخ المُنتَجة مع أن العدد قد يكون مرتفعًا بأسلوب تعسفي.

### المقتنيات في التجارة
استخدم المصنعون وتجار التجزئة المقتنيات بطرق متعددة لزيادة المبيعات. أحد هذه الاستخدامات هو المقتنيات المرخصة بناءً على حقوق الملكية الفكرية مثل الصور والشخصيات والشعارات من الأدب والموسيقى والأفلام والراديو والتلفزيون وألعاب الفيديو. ويشمل نطاق واسع من الترخيص الإعلانات والعلامات التجارية ومقتنيات الشخصيات. ومن الاستخدامات الأخرى للمقتنيات في تجارة التجزئة الجوائز (وهي سلع ذات قيمة رمزية تُضاف إلى سعر منتج التجزئة أو تُدرج فيه دون أي تكلفة إضافية) والمكافآت (وهي سلع يمكن شراؤها عن طريق استرداد القسائم أو أغطية الصناديق أو إثباتات الشراء من المنتج مع رسوم رمزية لتغطية تكاليف الشحن والتوصيل). كما لعبت المقتنيات دورًا هامًا في السياحة عن طريق الهدايا التذكارية. مجال مهم آخر من مجالات التجميع وهو أيضًا عمل تجاري كبير هو التذكارات والتي تشمل المقتنيات المتعلقة بشخص أو منظمة أو حدث أو وسائط بما في ذلك القمصان والملصقات والعديد من المقتنيات الأخرى التي تُسوق للمعجبين، ولكنها تشمل أيضًا الأشياء العابرة من الأحداث التاريخية أو الإعلامية أو الترفيهية والعناصر التي كان من المفترض التخلص منها ولكن حفظها المعجبين وجمعها هواة الجمع. ثم أصبحت المقتنيات سوقًا ضخمًا على مستوى العالم إلى جانب زيادة استخدام الرموز غير القابلة للاستبدال (أن أف تي) والتي تُستخدم الآن كوسيلة لمبيعات المقتنيات الرقمية. كما بلغ حجم سوق المقتنيات في عام 2020 360 مليار دولار مع زيادة تقدر بنحو 4٪ بحلول عام 2028. فقد تصبح المقتنيات الرقمية مصدر دخل موثوق للمبدعين مع تطور وانتشار الرموز غير القابلة للاستبدال.

### المقتنيات كاستثمارات
يمكن أن تكون المقتنيات سلعًا محدودة العرض ويُطلب اقتناؤها لأسباب متعددة منها احتمال زيادة قيمتها. فمن الناحية المالية تُعتبر المقتنيات وسيلةً للتحوط من التضخم. ومع مرور الوقت قد تزداد قيمتها مع ندرتها نتيجةً للفقدان أو التلف أو التدمير. ومن عيوب الاستثمار في المقتنيات احتمال نقص السيولة خاصةً في حالة القطع النادرة جدًا. كما أن هناك خطر الاحتيال.

### التجميع الرقمي
تتم عملية التجميع الرقمي في بلوكتشين وقد اكتسبت شعبية في نهاية عام 2020 مع جنون نفت في 2020-2021. ويمكن لهواة الجمع شراء وتداول وتبادل العناصر الرقمية (ن ف تس) المرتبطة عادةً بالصور أو الأعمال الفنية. وعادةً ما تشترى هذه العناصر باستخدام العملات المشفرة مع أن العديد من الأسواق جعلت من الممكن شراء نفتس باستخدام بطاقات الائتمان القياسية أيضًا. وتمامًا كما هو الحال في التجميع المادي يمكن أن تحتفظ العناصر بقيمة لأسباب مختلفة لكنها ليست بالضرورة ذات قيمة مالية أو نادرة أو غير شائعة أو جمالية. تعد بطاقات كيوريو أو راربيبي أو كريبتوبنكس من بين الحالات الأولى للمقتنيات الرقمية. كما ينطبق التجميع الرقمي أيضًا على الأعمال الفنية الرقمية.

## التاريخ
إن شغف جمع الأشياء غير العادية والرائعة فطري ولا يقتصر على البشر. حيث يجمع طائر التعريشة الأشياء ذات الألوان الزاهية كالأصداف والأوراق والأزهار ويضعها في العريشة أو حولها. أما جرذ الحزم فيحب استخدام الأشياء اللامعة في أعشاشه.
إن خزانة التحف في عصر النهضة بمثابة سابقة لكل من المتاحف الحديثة وجمع التحف الحديثة.
كانت أولى المقتنيات المصنّعة تُعرض كحوافز مع منتجات أخرى مثل بطاقات السجائر في علب السجائر. وتطورت سوق ثانوية للسلع الرائجة وأصبحت أحيانًا موضوعًا لـ"هوس المقتنيات". وفي نهاية المطاف أصبحت العديد من المقتنيات تُباع بوجه منفصل بدلًا من استخدامها كأدوات تسويقية لزيادة جاذبية المنتجات الأخرى.
لتشجيع جمع هذه القطع غالبًا ما يُنتج المصنعون سلسلة كاملة من القطع المميزة مع تمييز كل قطعة بأسلوب معين. ومن الأمثلة على ذلك بطاقات رياضية تُصوّر لاعبين فرديين أو تصاميم مختلفة لدمى بيني بيبيز. ويحاول هواة جمع هذه القطع تجميع مجموعة كاملة من القطع المتاحة.
إصدارات المُجمّعين هي وسيلة أخرى لدعم المقتنيات. فعادةً ما تُنتج بكميات محدودة وتحتوي على محتوى إضافي قد يكون قيّمًا لهواة الجمع. إن هذه الممارسة شائعة في ألعاب الفيديو.
أحيانًا ما تُباع الإصدارات المبكرة من المنتجات المُصنّعة بكميات أقل قبل انتشارها كقطعٍ قابلة للتحصيل وبأسعارٍ باهظة في السوق الثانوية. ويمكن أن تُباع الدمى والألعاب الأخرى المصنوعة في طفولة هواة جمع الأشياء البالغين بأسعارٍ مماثلة. إلا إذا كانت نادرةً للغاية أو مُصنّعةً كقطعةٍ فريدةٍ من نوعها في سوقٍ ناضجة ونادرًا ما تُمثّل القطع القابلة للتحصيل استثمارًا رائعًا.

## روابط خارجية
- التجميع: الأساس المنطقي
- تحليل سوق المقتنيات